# シルエット (KANA-BOONの曲)
「シルエット」は、KANA-BOONの楽曲で、メジャー5枚目のシングル。2014年11月26日に発売。発売元はKi/oon Music。

## 概要
前作「生きてゆく」から、3か月ぶりのシングル。
表題曲は、KANA-BOONとして初めてアニメタイアップが付いた曲であり、テレビ東京系アニメ『NARUTO -ナルト- 疾風伝』の16代目オープニングテーマである。完全生産限定盤と通常盤の2種類で発売され、完全生産限定盤は「奥義!KANA-BOON超合体BOX」と称し、「KANA-BOON MOVIE 0.5 / KANA-BOONのご当地グルメワンマンツアー 2014 “究極の9曲”盤」が収録されたDVDやクリアケース、2015年版カレンダーノートが同梱される。また完全生産限定盤や通常盤の初回仕様には「どうでもいいオマケ002」が封入される。
この作品で、テレビ朝日系音楽番組『ミュージックステーション』に2回目の出演を果たした。
ミュージック・ビデオには、俳優の中島広稀が出演している。また演奏シーンのバックにある絵などにバンド名を想起させる部分があるとしているが、発売日に放送された自身が出演しているラジオ番組『THE KINGS PLACE』（J-WAVE）内でリスナーから指摘されるまで、メンバーはおろか、所属事務所もレコード会社も把握していなかったというエピソードがある。
2017年に行われた大阪府堺市の野外ライブにて、この楽曲はKANA-BOONが通っていたライブハウスへの感謝が込められていることをメンバーが公表（ライブ自体もそのライブハウスの主催で実施された）。
2020年5月12日、YouTubeで日本国外向けに公開されているミュージック・ビデオが1億回再生を達成。
2022年3月には、ストリーミング再生数が2億回を突破した。

## 収録内容

### CD
| 全作詞・作曲: 谷口鮪、全編曲: KANA-BOON。 |                                                                                |        |            |      |
| #                                         | タイトル                                                                       | 作詞   | 作曲・編曲 | 時間 |
| 1.                                        | 「シルエット」(テレビ東京系アニメ『NARUTO -ナルト- 疾風伝』オープニングテーマ) | 谷口鮪 | 谷口鮪     | 4:01 |
| 2.                                        | 「ワカラズヤ」                                                                 | 谷口鮪 | 谷口鮪     | 3:46 |
| 3.                                        | 「バカ」                                                                       | 谷口鮪 | 谷口鮪     | 3:32 |
| 合計時間:                                 | 合計時間:                                                                      | 11:49  |            |      |

### DVD（完全生産限定盤）
「KANA-BOON MOVIE 0.5 / KANA-BOONのご当地グルメワンマンツアー 2014 “究極の9曲”盤」
| #  | タイトル               | 作詞 | 作曲・編曲 |
| -- | ---------------------- | ---- | ---------- |
| 1. | 「1.2. step to you」   |      |            |
| 2. | 「MUSiC」              |      |            |
| 3. | 「ミミック」           |      |            |
| 4. | 「見たくないもの」     |      |            |
| 5. | 「東京」               |      |            |
| 6. | 「羽虫と自販機」       |      |            |
| 7. | 「ウォーリーヒーロー」 |      |            |
| 8. | 「結晶星」             |      |            |
| 9. | 「フルドライブ」       |      |            |

## カバー
シルエット
- ハロー、ハッピーワールド!［弦巻こころ（伊藤美来）］ - アプリゲーム『バンドリ! ガールズバンドパーティ!』収録曲[7]（2017年4月3日追加[8]）。2021年11月10日発売のアルバム『バンドリ！ ガールズバンドパーティ！ カバーコレクション Vol.6』でCD初収録[9]。
- ЯeaL - 2ndフルアルバム『ライトアップアンビバレンツ』（2020年9月16日発売）にボーナストラックとして収録[10]。
- PELICAN FANCLUB - 2021年9月1日発売の3rdシングル「Who are you?/星座して二人」に収録。
- FLOW - 2023年8月30日発売のカバーアルバム『FLOW THE COVER 〜NARUTO縛り〜』に収録。